# Акчикасинское сельское поселение
Акчикаси́нское се́льское поселе́ние (чув. Акчикасси ял тӑрӑхӗ) — муниципальное образование в Красночетайском районе Чувашии Российской Федерации.
Административный центр — деревня Акчикасы.

## История
Статус и границы сельского поселения установлены Законом Чувашской Республики от 24 ноября 2004 года № 37 «Об установлении границ муниципальных образований Чувашской Республики и наделении их статусом городского, сельского поселения, муниципального района и городского округа».

## Население
| 2010  | 2012  | 2013  | 2014  | 2015  | 2016  | 2017  |
| ----- | ----- | ----- | ----- | ----- | ----- | ----- |
| 1784  | ↘1742 | ↘1706 | ↘1668 | ↘1626 | ↘1575 | ↘1561 |
| 2018  | 2019  | 2020  | 2021  |       |       |       |
| ↘1489 | ↘1424 | ↘1363 | ↘1324 |       |       |       |

## Состав сельского поселения
| № | Населённый пункт | Тип населённого пункта          | Население |
| - | ---------------- | ------------------------------- | --------- |
| 1 | Акчикасы         | деревня, административный центр | ↗429      |
| 2 | Баймашкино       | село                            | ↗468      |
| 3 | Калугино         | деревня                         | ↗296      |
| 4 | Липовка Первая   | деревня                         | ↗113      |
| 5 | Шоля             | деревня                         | ↗561      |
| 6 | Ямаши            | деревня                         | ↗265      |